# Agostinho Cá
Agostinho Cá (wym. [ɐɣuˈʃtĩɲu ˈka], ur. 24 lipca 1993 r. w Bissau) – pochodzący z Gwinei Bissau piłkarz występujący na pozycji defensywnego pomocnika. Juniorski i młodzieżowy reprezentant Portugalii.

## Kariera klubowa
Cá jest wychowankiem União Bissau. Po przenosinach do Portugalii przez rok występował w juniorskiej drużynie AD Oeiras, by w 2009 roku dołączyć do akademii Sportingu. W sezonie 2011/12 wywalczył z drużyną mistrzostwo Portugalii do lat 18.
Po trzech sezonach spędzonych w stolicy Portugalii, pomimo zainteresowania ze strony Interu Mediolan, Cá wraz z kolegą z drużyny, Edgarem Ié przeniósł się do Barcelony. Dołączył tam do drugiej drużyny (Barça B) rywalizującej w Segunda División. Zawodnik podpisał kontrakt obowiązujący do 2016 roku, w którym zawarto klauzulę odejścia wynoszącą 12 lub 30 milionów euro.
Pochodzący z Gwinei Bissau pomocnik w swoim pierwszym sezonie wśród seniorów zanotował zaledwie cztery mecze, w których zawsze pojawiał się na boisku w końcówkach spotkań. Wpływ na tak małą liczbę występów miała po części kontuzja kolana, z którą zmagał się w trakcie sezonu. W związku z tym rok po przenosinach do Katalonii pojawiły się informacje na temat ewentualnego powrotu Agostinho do Sportingu.

## Kariera reprezentacyjna
Urodzony w Gwinei Bissau pomocnik debiutował w reprezentacji Portugalii w kadrze do lat 17 w 2010 roku podczas finałów Euro U-17, które odbywały się w Liechtensteinie. Zagrał w trzech meczach fazy grupowej, jednak Portugalczycy nie zdołali awansować dalej.
Jeszcze w tym samym roku debiutował w reprezentacji do lat 19, z którą w lipcu wziął udział w swoich drugich w ciągu dwóch miesięcy mistrzostwach Europy. Ponownie pierwszy mecz w danej kategorii wiekowej rozegrał już na imprezie rangi mistrzowskiej. Jednak podobnie jak wśród 17-latków, tak i wśród 19-latków reprezentacja Portugalii nie wyszła z grupy.
W marcu 2012 roku Cá debiutował w reprezentacji U-20. W lipcu 2012 roku uczestniczył w kolejnych Mistrzostwach Europy U-19. Podczas rozgrywanego w Estonii turnieju zagrał we wszystkich trzech meczach grupowych swojego zespołu, niemniej po raz kolejny wystarczyło to jedynie do zajęcia trzeciego miejsca w grupie.
Po mistrzostwach Cá dołączył na stałe do reprezentacji U-20, z którą na przełomie maja i czerwca 2013 roku uczestniczył w Turnieju w Tulonie. Kilka dni później otrzymał powołanie na Mistrzostwa Świata U-20 w Turcji.